# Brian Norton
Brian Ivan Cobb Norton (Robben Island, 10 ottobre 1899 – Santa Clara, 16 luglio 1956) è stato un tennista sudafricano.
Vinse il titolo di doppio agli U.S. National Championships 1923 in coppia con Bill Tilden. Contro lo stesso Tilden, perse la finale di Wimbledon 1921 in singolare.